# Tito Buss
Tito Buss (* 1. September  1925 in São Ludgero; † 30. April 2013 in Rio do Sul) war ein brasilianischer Geistlicher und römisch-katholischer Bischof von Rio do Sul.

## Leben
Tito Buss studierte Philosophie am Priesterseminar Mariana (MG) von 1945 bis 1947 und Theologie am Priesterseminar in São Leopoldo (RS) von 1948 bis 1951. Er empfing am 8. Dezember 1951 die Priesterweihe. Er war Pfarrer an der Catedral São Francisco Xavier in Joinville und Professor für Dogmatik am Theologischen Institut für Curitiba (Instituto Teológico de Curitiba). In der Landeshauptstadt war Pfarrer der Pfarrei Santo Agostinho.
Papst Paul VI. ernannte ihn am 12. März 1969 zum ersten Bischof des neuerrichteten Bistums Rio do Sul. Der Erzbischof von Florianópolis, Alfonso Niehues, spendete ihm am 3. August desselben Jahres die Bischofsweihe; Mitkonsekratoren waren Gregório Warmeling, Bischof von Joinville, und Wilson Laus Schmidt, emeritierter Bischof von Chapecó.
Am 30. August 2000 nahm Papst Johannes Paul II. seinen altersbedingtes Rücktrittsgesuch an.